# Germain Sprauer
Germain Sprauer, né le 15 février 1920 à Kilstett (Bas-Rhin) et mort le 24 décembre 1999 à Strasbourg (Bas-Rhin), est un homme politique français.

## Détail des fonctions et des mandats
Mandats locaux
- 22 mars 1959 - 23 mars 1989 : Maire de Kilstett
- 1964 - 1988 : Conseiller général du Canton de Brumath

Mandats parlementaires
- 12 mars 1967 - 30 mai 1968 : Député de la 9e circonscription du Bas-Rhin
- 23 juin 1968 - 1er avril 1973 : Député de la 9e circonscription du Bas-Rhin
- 4 mars 1973 - 2 avril 1978 : Député de la 9e circonscription du Bas-Rhin
- 12 mars 1978 - 22 mai 1981 : Député de la 9e circonscription du Bas-Rhin
- 14 juin 1981 - 1er avril 1986 : Député de la 9e circonscription du Bas-Rhin